# オデッセイ・1985・SEX
『オデッセイ・1985・SEX (Odyssey 1985 SEX)』（オデッセイ・ナインティーン・エイティ・ファイブ・セックス）は、日本のシンガーソングライターである遠藤ミチロウの3枚目のアルバム。ただし、名義は遠藤ミチロウではなくMichiro, Get the Help!となっている。
1985年にキングレコードから12インチレコード3連作として、『オデッセイ・1985・SEX』、『アメユジュトテチテケンジャ』、『GET THE HELP!』と個別にリリースされ、後にCD1枚にまとめられリリースされた。
遠藤はこれまでに『ベトナム伝説』（1984年）、『THE END』（1985年）をソロ作品としてリリースしているが、『ベトナム伝説』はほぼカバー作品がメインであったこと、『THE END』はミニ・アルバムであったことから、本作が初のフル・オリジナルアルバムと呼べる作品となっているが、名義が遠藤ミチロウとなっておらず、当初は12インチの3連作であったことから、次作『破産』（1986年）が初の遠藤ミチロウとしてのフル・オリジナルアルバムと称していたことがある。
参加ミュージシャンはザ・スターリンから小野昌之、ルースターズの下山淳、高橋ゲタ夫、今井智、元四人囃子の岡井大二などそれまでの活動外のミュージシャンも参加している。ジャンルに分類できない新たなスタイルとして遠藤が提唱したグロテスク・ニュー・ポップ (G.N.P.) という概念に沿って制作され、作詞、作曲はほぼ全曲遠藤みちろうが担当しているが、一部で作曲を小野と下山が担当しており、プロデューサーは遠藤の他に加藤正文、木村守が担当している。
後にリカットシングルとして「オデッセイ・1985・SEX」がリリースされている。

## 背景、録音
1985年1月15日にザ・スターリン解散を発表した遠藤は、2月21日に大映スタジオにてザ・スターリンの解散記念ライブ「I was THE STALIN〜絶賛解散中〜」を開催した。その後遠藤は徳間ジャパンを離脱し東芝EMIに移籍、3月30日にはソロとしてのミニ・アルバム『THE END』をリリース。
5月25日にはザ・スターリンの解散ライブの模様を収録したライブアルバム『FOR NEVER』およびライブビデオ『絶賛解散中!!』が同時リリースされた
。6月には石垣章によるザ・スターリンとしての写真集『THE STALIN』が発売され、同月に遠藤は東芝EMIを離脱しキング・レコードとソロでの契約を締結した
。8月にはキングレコード内にて「グロテスク・ニュー・ポップ」というコンセプトを掲げた自主レーベル「G.N.P.」を設立した。
本作のレコーディングは1985年にスターシップスタジオにて行われた。ギタリストとして元ザ・スターリンの小野昌之、元ルースターズの下山淳、ベーシストとしては元イミテーションでオルケスタ・デル・ソルや高中正義の作品にも参加した高橋ゲタ夫、ドラマーとしては元ピンナップスで当時はダンカンブラザーズバンドに参加していた今井智、元四人囃子の岡井大二がそれぞれ参加した他、プロデューサーの木村守も「SEKKAN2」の名義で一部の曲でドラマーとして参加している。

## 音楽性
本作の音楽性に関して、音楽サイト『CDジャーナル』では「70年頃の頭脳警察を'85年の風俗シーンに置き、ヘヴィ・メタ風な音色にした内容」と表現している。
2008年盤のライナーノーツにていぬん堂は「G.N.P.」の概念に関して「ファンク、プログレ、レゲエ、タンゴ、R&R、打ち込み、ビートルズのカヴァーなど多岐に渡る」と述べており、ザ・スターリン時代とは一線を画すものとなっている事を指摘している。また、「アメユジュトテチテケンジャ (THIS IS LOVE SONG)」に関しては「白紙に戻すかのようなホワイト・ノイズからドラマチックなリード・ギターにつながる冒頭、タンゴとレゲエがごっちゃになったリズムに、『LONDON CALLING』のような小野のギター、レゲエのリズムを刻む下山淳、そして、歌は東海林太郎（本人談）という文字にするとさっぱり解らない世界だが、情感あふれる隠れた傑作」と述べている。その他、「HELP!」はビートルズのシングル曲（1965年）のカバーであり、当初は日本語でのカバーを検討していたが、著作権上の問題から断念された。
芸術総合誌『ユリイカ9月臨時増刊号 総特集*遠藤ミチロウ1950-2019』においてライターの行川和彦は、『オデッセイ・1985・SEX』収録の1曲目「オデッセイ・1985・SEX」に関して「当時腰を抜かしたミチロウ・ファンは僕だけではないだろう」と述べ、本曲のファンキーなサウンドが遠藤のダークなイメージを一新したと指摘した他、「トーキング・アジテーション・スタイルの挑発的なヴォーカル」で遠藤の永遠のテーマである「セックス」を明るく歌った曲であると主張した。2曲目「餌（エサ）」はパンク・ロックサウンドであり、3曲目「THIS IS LOVE SONG」はパブリック・イメージ・リミテッドの曲「This Is Not a Love Song」（1983年）への返歌のようであるとし、4曲目「真夏の夜の毒殺」のリフを「ダブ・ドゥームメタル」と例えた]。『アメユジュトテチテケンジャ』収録の1曲目「ジャンキーパニックSEXY STAR」はグロテスクなパンク・ロックと指摘、「アフリカの発見」はイケイケのファンク・ビート、「D-DOG SUNDAY」はサイケデリック・ミュージック調のアップテンポナンバー、「アメユジュトテチテケンジャ (THIS IS LOVE SONG)」は「タンゴ・テイストのポップかつダークなラヴ・ソング」と表現した。『GET THE HELP!』収録の1曲目「HELP!」は「多少テンポ・チェンジしつつほぼ原曲を尊重したアレンジ」と指摘、2曲目「月のスペルマ」はギタリストである下山淳が作曲した事を指摘した上で、「次作につながる華麗な味わい」と表現、3曲目「受話器をとれ! (THIS IS LOVE SONG)」はシンプルなロック・ナンバーであるとした。また行川は総評として、1983年頃までの「ギリギリ感」はないとしつつも、遠藤がザ・スターリンのイメージから解き放たれた作品であり、躁状態のファンク・ナンバーでは「陰キャラ」のイメージの陰に隠れていた遠藤の「陽キャラ」が全開になったと主張した。

## リリース、チャート成績
12インチレコード3連作として、『オデッセイ・1985・SEX』 (K15A-681) が1985年8月21日、『アメユジュトテチテケンジャ』 (K15A-691) が10月21日、『GET THE HELP!』 (K15A-728) が12月5日にそれぞれリリースされている。『GET THE HELP!』には、予約特典として「HELP! (Take2)」が収録されたソノシートが配布された。リリースも45回転4曲入りの12インチレコードの3連作という特殊な形態で、名義もMichiro, Get the Help!となっており、ソロでもバンドでもないとしている。また、2作目の『アメユジュトテチテケンジャ』とは、宮沢賢治の詩「永訣の朝」から引用している。本作の12インチ盤を3枚購入すると特典として「G.N.P.」特製の紙製パンティが贈られるキャンペーンが行われていた。12インチレコード盤はそれぞれオリコンアルバムチャートにて、『オデッセイ・1985・SEX』が最高位第66位の登場週数4回で売り上げ枚数が0.4万枚、『アメユジュトテチテケンジャ』は最高位第82位の登場週数2回で売り上げ枚数が0.2万枚、『GET THE HELP!』が最高位第74位の登場週数2回で売り上げ枚数が0.4万枚となった。また、3作を一枚にまとめたCD版とCT版が12月21日にリリースされた。
1991年2月5日にはCD盤のみ再リリースされ、2008年12月8日にはSHM-CDとしていぬん堂より再リリースされた。その際にボーナストラックとして3曲追加収録されている。3曲の内「HELP! (Take2)」は12インチレコード『GET THE HELP』の予約特典として配布されたソノシートに収録されているバージョンとなっている。「オデッセイ・1985・SEX（安全?／バージョン）」はシングルでリリースされたバージョンで歌詞がアルバム・バージョンとは異なっており、時間が短くなっている。「ONYAN2・1985・SEX」はシングル「オデッセイ・1985・SEX」のB面曲であり、錦城カオルがボーカルとして参加、歌詞は「オデッセイ・1985・SEX」とは対照的に、女性の口調となっている。

## アートワーク
ビジュアルデザインは沢田研二の衣装を手掛けていた早川タケジによるものとなっている。
ジャケットや封入されたイラストは丸尾末広が手掛けており、当初は胸を露わにした女子高生の絵の背景として墜落する戦闘機が描かれていたが、日本航空123便墜落事故の影響により削除する事となった。さらに、絵の中の女子高生は尻も丸出しに描かれていたが、こちらも削除される事となった。後に丸尾自身による同名の漫画『オデッセイ・1985・SEX』が1985年12月30日号のコミックスコラにて12ページで掲載された。

## 批評
| 専門評論家によるレビュー | 専門評論家によるレビュー |
| レビュー・スコア         | レビュー・スコア         |
| 出典                     | 評価                     |
| ------------------------ | ------------------------ |
| DOLL MAGAZINE            | 肯定的                   |
| レコード・コレクターズ   | 肯定的                   |
| ユリイカ（行川和彦）     | 肯定的                   |

本作の音楽性およびコンセプトに関して批評家たちからは概ね肯定的な意見が出されており、音楽誌『DOLL MAGAZINE』では、本作を「ザ・スターリンなんて知らないよう!とブチ撒けた一大SEX叙事詩」と表現し、「ロックは恥ずかしいどころか、この恥ずかしさこそパンクだ!と勘違いさせるとは、恐るべしミチロウの魅力」と肯定的に評価、音楽誌『レコード・コレクターズ』では、本作にはファンクやタンゴなどダンサブルな曲が多く収録されている事に注目し、「それまで封印していた多趣味ぶりを披露して本人も力を抜いて音楽と戯れたようでもあり、ミチロウ作品の中で最もハジケたサウンドが楽しめる」と音楽性の多彩さと軽快さに関して肯定的に評価、芸術総合誌『ユリイカ9月臨時増刊号 総特集*遠藤ミチロウ1950-2019』において行川は、本作は遠藤の挑戦的な作詞、作曲が特筆すべきであると主張し、音楽性に関して「ヴァラエティにとみつつビートにポイントを置いた硬質な音作りも肝だ」と肯定的に評価、また1980年代前半の様々なポストパンクからニュー・ウェイヴのスタイルを総決算し遠藤流に展開されていると指摘し、遠藤のコスプレによるジャケットが象徴するように、「音そのものも妖しくカラフルな色で塗りこめられている」と総括した。

## 収録曲
全作詞・作曲: 遠藤みちろう（特記除く）、全編曲: ミチロウ・ゲット・ザ・ヘルプ!。

### オデッセイ・1985・SEX
| #         | タイトル                  | 作詞 | 作曲・編曲 | 時間 |
| --------- | ------------------------- | ---- | ---------- | ---- |
| 1.        | 「オデッセイ・1985・SEX」 |      |            | 9:22 |
| 合計時間: | 合計時間:                 | 9:22 |            |      |

| #         | タイトル                       | 作詞  | 作曲・編曲 | 時間 |
| --------- | ------------------------------ | ----- | ---------- | ---- |
| 2.        | 「餌（エサ）」(作曲: 小野昌之) |       |            | 3:26 |
| 3.        | 「THIS IS LOVE SONG」          |       |            | 1:24 |
| 4.        | 「真夏の夜の毒殺」             |       |            | 6:34 |
| 合計時間: | 合計時間:                      | 11:24 |            |      |

### アメユジュトテチテケンジャ
| #         | タイトル                        | 作詞 | 作曲・編曲 | 時間 |
| --------- | ------------------------------- | ---- | ---------- | ---- |
| 1.        | 「ジャンキーパニックSEXY STAR」 |      |            | 4:48 |
| 2.        | 「アフリカの発見」              |      |            | 5:02 |
| 合計時間: | 合計時間:                       | 9:50 |            |      |

| #         | タイトル                                           | 作詞  | 作曲・編曲 | 時間 |
| --------- | -------------------------------------------------- | ----- | ---------- | ---- |
| 3.        | 「D-DOG-SUNDAY」                                   |       |            | 2:52 |
| 4.        | 「アメユジュトテチテケンジャ (THIS IS LOVE SONG)」 |       |            | 8:55 |
| 合計時間: | 合計時間:                                          | 11:47 |            |      |

### GET THE HELP!
| #         | タイトル                                      | 作詞 | 作曲・編曲 | 時間 |
| --------- | --------------------------------------------- | ---- | ---------- | ---- |
| 1.        | 「HELP!」(作詞・作曲: レノン＝マッカートニー) |      |            | 3:54 |
| 2.        | 「月のスペルマ」(作曲: 遠藤みちろう、下山淳)  |      |            | 4:36 |
| 合計時間: | 合計時間:                                     | 8:30 |            |      |

| #         | タイトル                              | 作詞 | 作曲・編曲 | 時間 |
| --------- | ------------------------------------- | ---- | ---------- | ---- |
| 3.        | 「受話器をとれ! (THIS IS LOVE SONG)」 |      |            | 3:45 |
| 4.        | 「オデッセイ・1985・SEX・FIN」        |      |            | 6:00 |
| 合計時間: | 合計時間:                             | 9:45 |            |      |

### CD盤
| #         | タイトル                                           | 作詞  | 作曲・編曲 | 時間 |
| --------- | -------------------------------------------------- | ----- | ---------- | ---- |
| 1.        | 「オデッセイ・1985・SEX」                          |       |            | 9:22 |
| 2.        | 「餌（エサ）」(作曲: 小野昌之)                     |       |            | 3:26 |
| 3.        | 「THIS IS LOVE SONG」                              |       |            | 1:24 |
| 4.        | 「真夏の夜の毒殺」                                 |       |            | 6:34 |
| 5.        | 「ジャンキーパニックSEXY STAR」                    |       |            | 4:48 |
| 6.        | 「アフリカの発見」                                 |       |            | 5:02 |
| 7.        | 「D-DOG-SUNDAY」                                   |       |            | 2:52 |
| 8.        | 「アメユジュトテチテケンジャ (THIS IS LOVE SONG)」 |       |            | 8:55 |
| 9.        | 「HELP!」(作詞・作曲: レノン＝マッカートニー)      |       |            | 3:54 |
| 10.       | 「月のスペルマ」(作曲: 遠藤みちろう、下山淳)       |       |            | 4:36 |
| 11.       | 「受話器をとれ! (THIS IS LOVE SONG)」              |       |            | 3:45 |
| 12.       | 「オデッセイ・1985・SEX・FIN」                     |       |            | 6:00 |
| 合計時間: | 合計時間:                                          | 60:38 |            |      |

| #         | タイトル                                              | 作詞  | 作曲・編曲 | 時間 |
| --------- | ----------------------------------------------------- | ----- | ---------- | ---- |
| 13.       | 「HELP! (Take2)」(作詞・作曲: レノン＝マッカートニー) |       |            | 3:59 |
| 14.       | 「オデッセイ・1985・SEX（安全?／バージョン）」        |       |            | 3:45 |
| 15.       | 「ONYAN2・1985・SEX」                                 |       |            | 2:57 |
| 合計時間: | 合計時間:                                             | 71:19 |            |      |

## スタッフ・クレジット

### 参加ミュージシャン
- 遠藤ミチロウ - ボーカル
- ONO - ギター
- 下山淳 - ギター
- 高橋ゲタ夫 - ベース
- SEKKAN2 - ヴィブラフォン、ドラムス（2,11,12曲目）
- 今井智 - ドラムス（1,4,14,15曲目）
- 岡井大二 - ドラムス（9,10,13曲目）
- 岡野等 - トランペット（1曲目）
- 笹路正徳 - ピアノ（8曲目）
- 古村敏比古 - サクソフォーン（11曲目）
- 中山純一 - P.P.G
- 村田由美 - コーラス（1,14曲目）
- 錦城カオル - ボーカル（15曲目）
- とよだあき - コーラス（12曲目）
- 安江水伊那 - コーラス（2曲目）
- 森山恭行 - サウンド・エフェクト（6曲目）
- はらつかさ - クラップ

### スタッフ
- 遠藤ミチロウ - プロデューサー
- 加藤正文 - プロデューサー
- 木村守 - プロデューサー
- 森山恭行 - エンジニア
- はらつかさ - プロモーション
- 早川タケジ - アート・ディレクター、コスチューム・デザイン
- 上田豊一郎 - デザイナー
- 横木安良夫 - 写真撮影
- 丸尾末広 - イラストレーション
- 梅野千明 - スタイリスト
- 渋谷陽一 - スタイリスト
- みやざきしん - スタイリスト
- 青柳光重 - ヘアー、メイクアップ

## リリース履歴
| No. | 日付           | 規格品番                   | 最高順位 | 備考                                   | 規格   | レーベル       |
| --- | -------------- | -------------------------- | -------- | -------------------------------------- | ------ | -------------- |
| 1   | 1985年8月21日  | K15A-681                   | -        | 12インチ『オデッセイ・1985・SEX』      | LP     | キングレコード |
| 2   | 1985年10月21日 | K15A-691                   | -        | 12インチ『アメユジュトテチテケンジャ』 | LP     | キングレコード |
| 3   | 1985年12月5日  | K15A-728                   | -        | 12インチ『GET THE HELP!』              | LP     | キングレコード |
| 4   | 1985年12月21日 | K32X-74 (CD) K30H-823 (CT) | -        | 12インチ三連作をCD1枚、CT1本に収録     | CD CT  | キングレコード |
| 5   | 1991年2月5日   | KICS 2088                  | -        |                                        | CD     | キングレコード |
| 6   | 2008年12月8日  | WC-069                     | -        | ボーナストラック3曲収録                | SHM-CD | いぬん堂       |